# Douains
Douains és un municipi francès situat al departament de l'Eure i a la regió de Normandia. L'any 2007 tenia 468 habitants.

## Demografia

### Població
El 2007 la població de fet de Douains era de 468 persones. Hi havia 160 famílies, de les quals 36 eren unipersonals (20 homes vivint sols i 16 dones vivint soles), 44 parelles sense fills i 80 parelles amb fills.
La població ha evolucionat segons el següent gràfic:
Habitants censats

### Habitatges
El 2007 hi havia 191 habitatges, 166 eren l'habitatge principal de la família, 22 eren segones residències i 3 estaven desocupats. 188 eren cases i 1 era un apartament. Dels 166 habitatges principals, 147 estaven ocupats pels seus propietaris, 11 estaven llogats i ocupats pels llogaters i 8 estaven cedits a títol gratuït; 4 tenien una cambra, 10 en tenien dues, 18 en tenien tres, 33 en tenien quatre i 101 en tenien cinc o més. 140 habitatges disposaven pel capbaix d'una plaça de pàrquing. A 60 habitatges hi havia un automòbil i a 96 n'hi havia dos o més.

### Piràmide de població
La piràmide de població per edats i sexe el 2009 era:
| Homes | Edats   | Dones |
| ----- | ------- | ----- |
| 0     | 95 o +  | 0     |
| 0     | 90 a 94 | 0     |
| 4     | 85 a 89 | 4     |
| 0     | 80 a 84 | 4     |
| 0     | 75 a 79 | 4     |
| 4     | 70 a 74 | 4     |
| 12    | 65 a 69 | 8     |
| 8     | 60 a 64 | 20    |
| 8     | 55 a 59 | 4     |
| 20    | 50 a 54 | 24    |
| 8     | 45 a 49 | 12    |
| 36    | 40 a 44 | 24    |
| 24    | 35 a 39 | 32    |
| 8     | 30 a 34 | 12    |
| 4     | 25 a 29 | 4     |
| 12    | 20 a 24 | 8     |
| 20    | 15 a 19 | 12    |
| 52    | 10 a 14 | 16    |
| 16    | 5 a 9   | 28    |
| 16    | 0 a 4   | 4     |

## Economia
El 2007 la població en edat de treballar era de 298 persones, 233 eren actives i 65 eren inactives. De les 233 persones actives 219 estaven ocupades (115 homes i 104 dones) i 14 estaven aturades (4 homes i 10 dones). De les 65 persones inactives 20 estaven jubilades, 32 estaven estudiant i 13 estaven classificades com a «altres inactius».

### Ingressos
El 2009 a Douains hi havia 167 unitats fiscals que integraven 490 persones, la mediana anual d'ingressos fiscals per persona era de 21.085 €.

### Activitats econòmiques
Dels 32 establiments que hi havia el 2007, 1 era d'una empresa extractiva, 4 d'empreses de fabricació d'altres productes industrials, 7 d'empreses de construcció, 5 d'empreses de comerç i reparació d'automòbils, 2 d'empreses de transport, 1 d'una empresa d'hostatgeria i restauració, 2 d'empreses financeres, 2 d'empreses immobiliàries, 7 d'empreses de serveis i 1 d'una entitat de l'administració pública.
Dels 7 establiments de servei als particulars que hi havia el 2009, 1 era un paleta, 3 fusteries, 2 electricistes i 1 agència immobiliària.
L'any 2000 a Douains hi havia 8 explotacions agrícoles.

## Equipaments sanitaris i escolars
El 2009 hi havia 1 escola maternal integrada dins d'un grup escolar amb les comunes properes formant una escola dispersa i 1 escola elemental integrada dins d'un grup escolar amb les comunes properes formant una escola dispersa.

## Poblacions més properes
El següent diagrama mostra les poblacions més properes.